# Батьківська сільська рада (Бродівський район)
Батьківська сільська рада — орган місцевого самоврядування у Бродівському районі Львівської області. Адміністративний центр — село Батьків.

## Загальні відомості
Батьківська сільська рада була утворена в 1939 році.

## Населені пункти
Сільській раді підпорядковані населені пункти:
- с. Батьків
- с. Звижень
- с. Лукавець
- с. Межигори

## Склад ради
Рада складається з 16 депутатів та голови.

### Керівний склад попередніх скликань
| ПІБ                          | Основні відомості                                                               | Дата обрання | Дата звільнення |
| ---------------------------- | ------------------------------------------------------------------------------- | ------------ | --------------- |
| Матвійчук Богдан Ярославович | Сільський голова, 1960 року народження                                          | 26.03.2006   | 31.10.2010      |
| Гавришко Володимир Іванович  | Сільський голова, 1969 року народження, освіта середня спеціальна, безпартійний | 31.10.2010   |                 |

Примітка: таблиця складена за даними джерела